# کنجی ساهارا
کنجی ساهارا (انگلیسی: Kenji Sahara؛ زادهٔ ۱۴ مهٔ ۱۹۳۲) هنرپیشه ژاپنی است. وی در کاواساکی، کاناگاوا زاده شد.
از فیلم‌هایی که وی در آن ایفای نقش کرده است می‌توان به گودزیلا، کینگ کونگ در برابر گودزیلا، گودزیلا در برابر گیدورا شاه و پسر گودزیلا اشاره کرد.